# Coupe du Liechtenstein de football 2013-2014
Navigation
Édition précédente Édition suivante
La coupe du Liechtenstein 2013-2014 de football est la 69e édition de la Coupe nationale de football, la seule compétition nationale du pays en l'absence de championnat. Le vainqueur de la compétition se qualifie pour le premier tour préliminaire de la Ligue Europa 2014-2015.
Elle débute le 20 août 2013 et se conclut le 1er mai 2014 avec la finale disputée au Rheinpark Stadion de Vaduz.
Les sept équipes premières du pays ainsi que plusieurs équipes réserves de ces clubs, soit dix-huit équipes au total, s'affrontent dans des tours à élimination directe.
C'est le tenant du titre, le FC Vaduz, qui conserve le trophée après avoir étrillé l'USV Eschen/Mauren en finale. Vaduz a marqué vingt buts, sans en encaisser un seul lors des trois rencontres qu'il a disputées. Il s'agit du 42e succès en Coupe du Liechtenstein pour le club de la capitale.
Pour la première fois depuis l'édition 2010, une équipe réserve atteint le dernier carré de la compétition. L'équipe de Schaan Azzurri, équipe B du FC Schaan élimine trois autres formations réserves avant de tomber en demi-finale face à Eschen/Mauren. Cette performance lui assure une place en quart de finale la saison prochaine.

## Premier tour
Le premier tour concerne les équipes réserves ainsi que le FC Triesen.
| Date         | Équipe 1             | Résultat | Équipe 2             |
| ------------ | -------------------- | -------- | -------------------- |
| 20 août 2013 | FC Balzers III       | 2 - 1    | USV Eschen/Mauren II |
| 20 août 2013 | USV Eschen/Mauren II | 5 - 2    | FC Vaduz III         |
| 21 août 2013 | FC Ruggell II        | 0 - 2    | FC Triesen II        |
| 21 août 2013 | FC Triesenberg II    | 2 - 4    | FC Schaan Azzurri    |
| 21 août 2013 | FC Schaan II         | 0 - 4    | FC Triesen           |
| 28 août 2013 | FC Balzers II        | 2 - 0    | FC Vaduz U23         |

## Deuxième tour
Le deuxième tour voit l'entrée en lice du FC Schaan et du FC Ruggell.
| Date             | Équipe 1              | Résultat | Équipe 2          |
| ---------------- | --------------------- | -------- | ----------------- |
| 1er octobre 2013 | FC Balzers III        | 2 - 3    | FC Schaan Azzurri |
| 2 octobre 2013   | FC Triesen            | 1 - 2    | FC Ruggell        |
| 2 octobre 2013   | FC Balzers II         | 0 - 3    | FC Schaan         |
| 2 octobre 2013   | USV Eschen/Mauren III | 4 - 3    | FC Triesen II     |

## Quarts de finale
Les quarts de finale voient l'entrée en lice des demi-finalistes de l'édition précédente : le FC Vaduz, l'USV Eschen/Mauren, le FC Balzers et le FC Triesenberg.
| Date            | Équipe 1              | Résultat | Équipe 2          |
| --------------- | --------------------- | -------- | ----------------- |
| 29 octobre 2013 | USV Eschen/Mauren III | 0 - 1    | FC Schaan Azzurri |
| 30 octobre 2013 | FC Schaan             | 0 - 6    | FC Vaduz          |
| 5 novembre 2013 | USV Eschen/Mauren     | 4 - 1    | FC Balzers        |
| 6 novembre 2013 | FC Ruggell            | 2 - 1    | FC Triesenberg    |

## Demi-finales
Les équipes qualifiées à ce stade de la compétition démarreront la prochaine édition directement en quarts de finale. C'est une première pour le FC Schaan Azzurri et un retour pour le FC Ruggell, absent de ce niveau depuis six ans.
| Date         | Équipe 1          | Résultat | Équipe 2          |
| ------------ | ----------------- | -------- | ----------------- |
| 8 avril 2014 | FC Schaan Azzurri | 0 - 5    | USV Eschen/Mauren |
| 9 avril 2014 | FC Ruggell        | 0 - 8    | FC Vaduz          |

## Finale
| 1er mai 2014 | FC Vaduz                                                                      | 6 - 0 | USV Eschen/Mauren | Rheinpark Stadion, Vaduz                   |                                            |
| 17:00        | Schürpf 35e · Hasler 43e · Abegglen 60e, 68e · Cecchini 80e · Kwang-ryong 83e |       |                   | Spectateurs : 1 330 Arbitrage : San Fedayi | Spectateurs : 1 330 Arbitrage : San Fedayi |
| 17:00        | (Rapport)                                                                     |       |                   | Spectateurs : 1 330 Arbitrage : San Fedayi | Spectateurs : 1 330 Arbitrage : San Fedayi |